# خشبيات الفروع
خشبيات الفروع (الاسم العلمي:†Cladoxylopsida) هي طائفة منقرضة من النباتات تتبع شعبة النباتات الوعائية.

## التصنيف
- †البوغيات الغبارية الكاذبة
  - †الوتيازة
- †الديشاريات القزحية
  - †الديشار القزحي